# ISO 3166-2:BQ
ISO 3166-2:BQ es la entrada para el Caribe Neerlandés en ISO 3166-2, parte de los códigos de normalización ISO 3166 publicados por la Organización Internacional de Normalización (ISO), que define los códigos para los nombres de las principales subdivisiones (p.ej., provincias o estados) de todos los países codificados en ISO 3166-1.
En la actualidad, para el Caribe Neerlandés, municipios especiales de los Países Bajos, los códigos ISO 3166-2 se definen para 3 Entidades Públicas.
Cada código consta de dos partes, separadas por un guion. La primera parte es BQ, el código ISO 3166-1 alfa-2 para el Caribe Neerlandés. La segunda parte tiene dos letras.
Cada Entidad Pública tiene asignado su propio código ISO 3166-2 bajo la entrada para los Países Bajos.

## Códigos actuales
Los nombres de las subdivisiones constan en la lista según el esquema publicado por la Agencia de Mantenimiento del ISO 3166-2 ISO 3166 (ISO 3166/MA).
Pulsa sobre el botón en el encabezado de cada columna para clasificar.
| Código | Nombre de la subdivisión (en), (nl) | Nombre de la subdivisión (pap) | Nombre de la subdivisión (es) | Código neerlandés ISO |
| ------ | ----------------------------------- | ------------------------------ | ----------------------------- | --------------------- |
| BQ-BO  | Bonaire                             | Boneiru                        | Bonaire                       | NL-BQ1                |
| BQ-SA  | Saba                                | Saba                           | Saba                          | NL-BQ2                |
| BQ-SE  | Sint Eustatius                      | Sint Eustatius                 | San Eustaquio                 | NL-BQ3                |

## Cambios
Los siguientes cambios de entradas han sido anunciados en los boletines de noticias emitidos por el ISO 3166/MA desde la primera publicación del ISO 3166-2 en 1998, cesando esta actividad informativa en 2013.
| Informe         | Fecha de emisión                     | Descripción del cambio notificado                                                                                            |
| --------------- | ------------------------------------ | --- |
| Newsletter II-3 | 13/12/2011 (corregido el 15/12/2011) | Se añade el código para alinear ISO 3166-1 y la ISO 3166-2, se añaden dos divisiones y se actualiza el número de divisiones. |